# Olovjanninskij rajon
L'Olovjanninskij rajon (in russo Оловяннинский район?) è un municipal'nyj rajon del Territorio della Transbajkalia, nell'Estremo Oriente russo. Istituito nel 1926, ricopre una superficie di 6 086,78 chilometri quadrati e ha una popolazione di 30 984 abitanti; il centro amministrativo è l'insediamento di tipo urbano di Olovjannaja. Il rajon è suddiviso in 4 insediamenti di tipo urbano e 15 comuni rurali. Il maggior fiume del territorio è l'Onon.